# پله‌فون
پله‌فون (عبری: פלאפון‎) شرکت مخابرات اسرائیلی است، که در سال ۱۹۸۶ تأسیس شد.